# 馮子振
馮子振（1253年—1348年），字海粟，自號瀛洲洲客（一作瀛洲客）、怪怪道人，元代攸州（今湖南攸县）人。
自幼好學，“於書無所不讀”。至元二十四年（1287年），侍御史程鉅夫奉旨到江南求賢，並向朝廷推荐了赵孟頫等二十名士，子振因而入京，授官集賢待制。至元二十九年（1292年），因寫詩贊美桑哥，不料桑哥戰敗，馮子振受牽連，被遣送回鄉。元貞元年（1295年）再次入京，官復原職。大德十一年（1307年）又被免职。延祐元年（1314年）官承事郎。晚年歸鄉著述。馮子振是著名文学家，其诗、词、曲、赋、文皆负名声。其中又以散曲《鹦鹉曲》最負盛名。杨朝英辑《太平乐府》，将冯子振《鹦鹉曲》列为开篇第一。贯云石評冯曲“豪辣灏烂，不断古今，心事天与”。亦工書法，以行草見長。至正八年（1348年）卒，享年七十六，谥文简。著有《居庸賦》、《十八公賦》、《華清古樂府》、《海粟詩集》等。